# Bengt Ekerman
Bengt Ekerman, född 1697 i Eksjö, död 14 november 1755 i Linköping, var en svensk stadsnotarie och rådman i Linköping.

## Biografi
Ekerman blev före 1729 stadsnotarie i Linköping. Den 18 februari 1729 blev han rådman i Linköping efter rådmannen Erik Hummer. Ekerman fortsatte även att vara notarie. Han deltog i 1734 års riksdag som representant för Linköping i borgarståndet, Han bodde på Blästad Gård i Linköping. 

### Familj
Bengt Ekerman var son till rådmannen i Eksjö Daniel Ekerman och Katarina Eklund. Han gifte sig 13 oktober 1730 i Linköping med änkan Engela Österberg (1698-1788). De fick tillsammans barnen Erik Lorentz (1731-1794), Katarina Magdalena och Daniel Benedict (1735-1807).